# The New York Review of Books
The New York Review of Books (ili NYREV) je američki dvotjedni magazin o književnosti, kulturi i aktualnostima. Izlazi u New Yorku.
The New York Review su utemeljili sadašnji urednici Robert Silvers i Barbara Epstein, zajedno s A. Whitney Ellsworth. Prvi brojevi magazina sastojali su se od članaka eminentnih pisaca kao što su: W.H. Auden, Elizabeth Hardwick, Hannah Arendt, Edmund Wilson, Susan Sontag, Robert Penn Warren, Lillian Hellman, Norman Mailer, Gore Vidal, Saul Bellow, Robert Lowell, Truman Capote, William Styron i Mary McCarthy.
Svaki broj magazina se gotovo proda do posljednjeg primjerka. Uredništvo zaprima veliki broj pisama čitatelja s izrazima potpore izlasku magazina.
Rewiew ponekad objavljuje knjige sabranih članaka u izdanju NYRB-a. 